# Ken Lacey
Kenneth Joseph Lacey, detto Ken (Stroudsburg, 23 maggio 1978), è un ex cestista statunitense naturalizzato irlandese.

## Carriera
Centro di 208 cm per 108 kg, ha studiato alla Rider University ed ha iniziato la sua carriera da professionista nel Dafni Atene.
In Serie A italiana ha vestito le maglie di Biella, Pesaro, Milano e Virtus Bologna.
In Nazionale irlandese ha partecipato alle qualificazioni agli Europei dal 1999 al 2003.